# Both Sides, Now

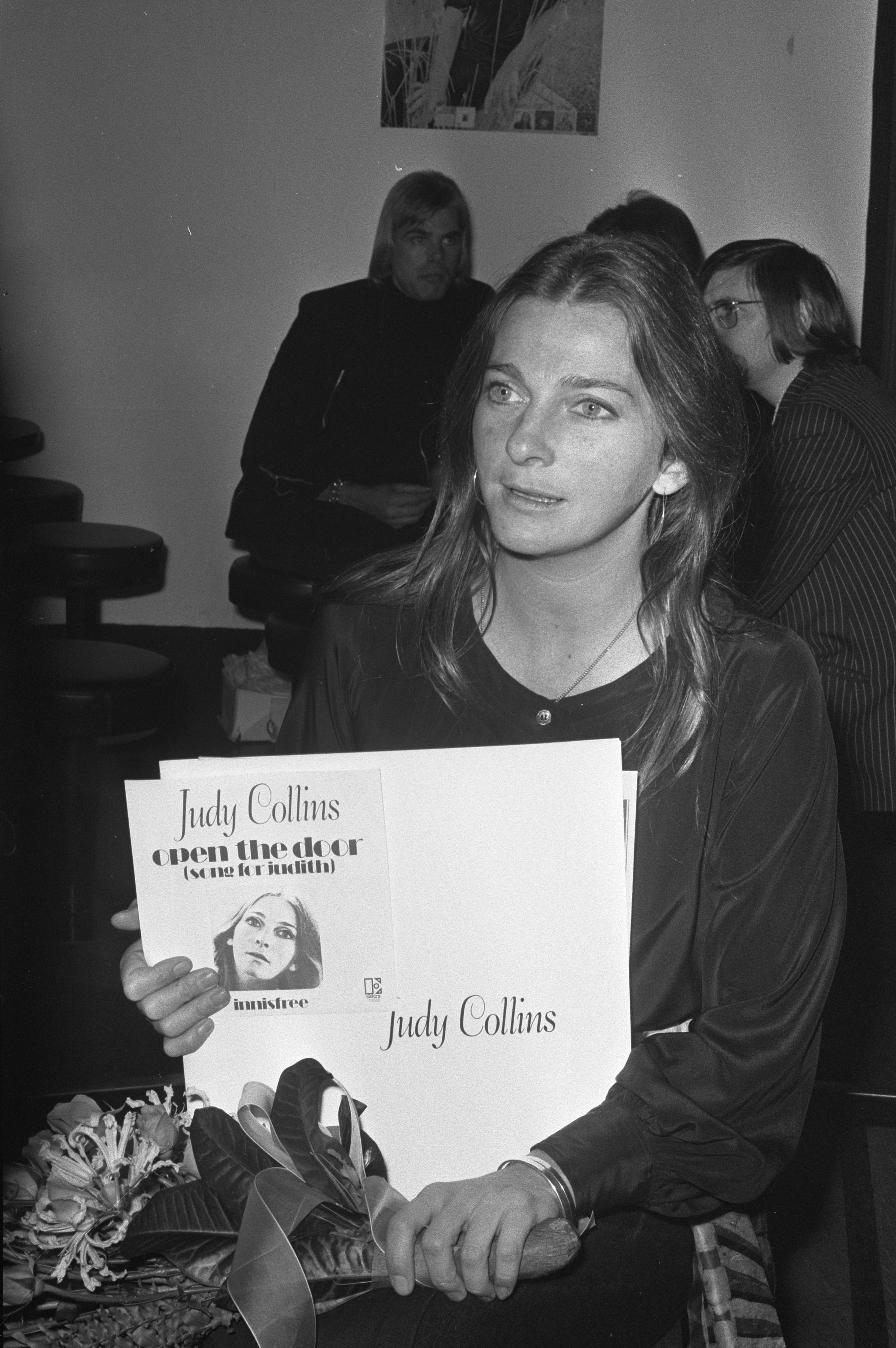
Judy Collins (1972)

Both Sides, Now ist einer der bekanntesten Folksongs von Joni Mitchell. Er wurde zuerst von Judy Collins im Herbst 1968 veröffentlicht und stieg in die US-Single-Charts ein. Im folgenden Jahr erschien er auf Mitchells Album Clouds.
Der Song wurde rund 1500 Mal gecovert, so von Frank Sinatra, Doris Day, John Denver, Neil Diamond, Herbie Hancock und Willie Nelson. Mitchell gab dem Song auf ihrem Album Both Sides Now im Jahr 2000 ein Orchester-Arrangement. Bob Dylan sang das Lied mit Mitchell im Duett, als er 1976 als Überraschungsgast bei ihrem Konzert in Austin auftrat.
Im Jahr 2004 setzte die Zeitschrift Rolling Stone Both Sides, Now auf Platz 170 seiner Liste der 500 größten Songs aller Zeiten.

## Hintergrund
Mitchell hat Both Sides, Now 1966 geschrieben, inspiriert von einer Passage in Henderson the Rain King, einem Roman von Saul Bellow von 1959.

„Ich las Saul Bellows Henderson the Rain King in einem Flugzeug, und am Anfang des Buches sitzt Henderson the Rain King auch in einem Flugzeug. Er ist auf dem Weg nach Afrika und er schaut nach unten und sieht diese Wolken. Ich legte das Buch weg, schaute aus dem Fenster und sah auch Wolken, und ich begann sofort, den Song zu schreiben. Ich hatte keine Ahnung, dass der Song so populär werden würde, wie er es wurde.“

Der Song ist auch auf dem Album Joni Mitchell: Live at the Second Fret 1966, einem Live-Mitschnitt vom 17. November 1966 aus dem The Second Fret in Philadelphia, die von WRTI, dem Radiosender der Temple University, übertragen wurde.
Both Sides, Now ist in Fis-Dur geschrieben. Mitchell verwendete eine Gitarrenstimmung von E-H-E-G♯-H-E mit einem Kapodaster am zweiten Bund. Der Song verwendet eine modifizierte I-IV-V-Akkordfolge.

## Neueinspielung im Jahr 2000
Mitchell nahm den Song im Jahr 2000 in einer üppig orchestrierten Art für ihr Album Both Sides Now neu auf. Der Arrangeur Vince Mendoza wurde dafür 2001 mit einem Grammy Award for Best Arrangement, Instrumental and Vocals ausgezeichnet.
Im April 2000, zwei Monate nach der Veröffentlichung des Albums, sang Mitchell das Lied mit einem 70-köpfigen Orchester am Ende einer Feier für sie im Hammerstein Ballroom in New York City.
Diese Version wird in einer emotionalen Szene mit Emma Thompson im Film Tatsächlich… Liebe (2003) verwendet. Zudem wurde sie während der Eröffnungsfeier der Olympischen Winterspiele 2010 gespielt.

## Version von Judy Collins
Kurz nachdem Mitchell den Song geschrieben hatte, veröffentlichte Judy Collins 1967 die erste Version auf dem Album Wildflowers. Im Oktober 1968 wurde diese Version als Single veröffentlicht und erreichte im Dezember Platz 8 der U.S. Pop-Singles-Charts. Anfang 1969 gewann sie einen Grammy Award für die beste Folk-Performance. Der Song wurde zu einem Haupttitel von Collins. Mitchell mochte die Aufnahme von Judy Collins nicht, trotz der Aufmerksamkeit, die der Erfolg für Mitchells Karriere bedeutete.
Die Collins-Version ist als Eröffnungsmusik der romantischen Filmkomödie Das grenzt an Liebe von 2014 zu hören, und als Schlussmusik des Horrorfilms Hereditary – Das Vermächtnis (2018). Es wurde auch im ersten Teaser-Trailer für Toy Story 4 verwendet. Das Lied spielt außerdem eine wichtige Rolle im Finale der sechsten Staffel der Fernsehserie Mad Men. 

## Andere Aufnahmen
Mitchells Lied wurde im Laufe der Jahrzehnte von vielen anderen Künstlern aufgenommen. Bereits 1969 nahm Frank Sinatra eine Version des Liedes für sein Album Cycles auf. Im gleichen Jahr coverte Pete Seeger den Song für sein Album Young Vs. Old. Dion DiMucci nahm den Song unter dem Titel From Both Sides Now auf seinem Album Dion auf. 1991 veröffentlichte Clannad eine Version als Duett mit Paul Young für den Kinofilm Switch – Die Frau im Manne. Herbie Hancock nahm eine Instrumentalversion für sein 2007 erschienenes Album River: The Joni Letters auf. Hancocks Version des Liedes wurde für einen Grammy Award 2008 für das beste Instrumental Jazz Solo nominiert.
Im Jahr 2022 erhielt der Film Coda den Oscar als bester Film. Der dramatische Höhepunkt ist der Gesangsvortrag  von Both Sides, Now.